# Никола Крстић (лекар)
Никола Крстић (Београд, 6. мај 1878 - Београд 1947) био је српски хирург-ортопед и рендгенолог.

## Биографија
Рођен је 6. маја 1878. године као пето дете, од укупно седморо, од оца Петра и мајке Јелене Крстић у Београду. Основну школу и гимназију је завршио у Београду, а Медицински факултет у Бечу 1903. године. Специјализацију из хирургије највећим делом је обављао код професора Хофа и Кимела који су се највише бавили ортопедском хирургијом. Од 1904. године ради у Општој државној болници у Видинској улици. 
Увидевши огроман значај икс зрака за дијагностику повреда коштано-зглобног система, др Крстић одлази и на специјализацију из рендгенологије коју обавља у Бечу, Берлину и Паризу. Године 1908. се враћа у Београд и запошљава у Општој државној болници, а шеф му је био др Војислав Суботић. Ускоро је у санаторијуму Врачар отворио кабинет за рендгенологију и већ 1908. године почео да прима прве пацијенте. Доктор Никола Крстић је био учесник првог Конгреса српских лекара и природњака одржаног од 5 до 7. септембра 1904. године.
Године 1905. рендгенски снимак шаке краља Петра I Карађорђевића који је направио др Никола Крстић отворио је пут модерној ортопедији у Србији.
На првом састанку Српских хирурга 22. и 23. децембра 1907. године, др Никола Крстић је изложио изузетно запажен рад под насловом О садашњем стању рентгеноскопског прегледа стомака с нарочитим обзиром на дијагностику стомачних тумора који је штампан на 13 страна Зборника са тог састанка, а на њиховом трећем састанку одржао је предавање Приказ рендгенограма, у коме је приказао рендгенске налазе из области коштано-зглобне, уролошке, оториноларинголошке и гастроентеролошке патологије. Учесник је и Првог југословенског састанка за оперативну медицину који је одржан од 5 до 7. септембра 1911. године где је приказао неколико случајева перфорације жучне кесе, а затим и конгенитални дефект фибуле (цеванице).

## Балкански ратови и Први светски рат
Доктор Никола Крстић је био учесник Балканских ратова и Првог светског рата. Био је један од хирурга у чувеној болници у Драгоманцима. На међусавезничким хируршким састанцима, истицао се зрелошћу приликом дискусија о најразличитијим хируршким проблемима. Међу савезничким лекарима ретки су били вишеструки специјалисти какав је био др Никола Крстић. Ратне 1915. године, др Крстић је с др Лудвиком Хиршфелдом дао прву трансфузију свеже крви једном рањеном војнику, а годину дана касније и трансфузију конзервисане крви. Тако је поред три специјалности, хирургије, ортопедије и рендгенологије др Крстић у том периоду био и трансфузиолог.

## Посвећеност ортопедији
По повратку из Првог светског рата своје интересовање доктор Крстић усмерава ка ортопедији, и 1919. године отвара прво ортопедско одељењеу Општој државној болници. На том послу морао је да савлада велике тешкоће - недостатак зграда, материјала и особља, што му је наметало нове и бројне обавезе које је успешно завршио окупивши око себе тим лекара заинтересованих за ову област хирургије. Увео је нове методе рада и тако у ствари основао Српску ортопедску школу. Све до 1919. године трауматологија је у процесима лечења била везана за општу хирургију, а тада, др Никола Крстић истоовремено када и Сир Роберт Џонс у Великој Британији, обједињује ортопедију са трауматологијом коштано-зглобног система чиме је данашња оријентација ортопедске хирургије добила коначни профил. Његови ученици га памте као смиреног оператора, са педантном оперативном техником и ригорозном применом асептичног рада. Детаљно би проучавао светску литературу пре него би се одлучио да уведе неку нову оперативну методу при чему су му помагали богата библиотека коју је редовно обнављао, као и знање страних језика.

## Други светски рат
Током Другог светског рата др Никола Крстић није напуштао Београд. Неуморно је радио на свом одељењу сенаторијума Врачар. Своја лична средства уложио је у изградњу нове болнице која је призната за самосталну ортопедску клинику.

## Друштвени и стручни ангажман
Др Никола Крстић је био активан члан Српског лекарског друштва и дао је велики број стручних саопштења и радова. Др Никола Крстић је био члан Међународног хируршког друштва, дописни члан Француског ортопедског друштва.